# W rytmie serca (serial telewizyjny)
W rytmie serca – polski serial kryminalno-obyczajowy w reżyserii Piotra Wereśniaka, emitowany od 10 września 2017 do 3 maja 2020 na antenie Polsatu.
Serial był dwukrotnie (2019 i 2020) nominowany do Telekamer w kategorii „Serial”.

## Fabuła
Doktor Adam Żmuda – chirurg, w wyniku konfliktu z szefem zostaje zmuszony do rezygnacji z pracy w renomowanym szpitalu. Postanawia dołączyć do Lekarzy bez Granic w Afryce. Przed wyjazdem odwiedza Kazimierz Dolny, w którym wychodzą na jaw od dawna skrywane sekrety. W trakcie pobytu w mieście dr Żmuda ratuje życie kilku ludziom, oraz wplątuje się w relacje z dwiema kobietami – aspirantem Policji Weroniką Nowacką, komendantką Policji w Kazimierzu Dolnym, oraz pielęgniarką Marią Biernacką, z którą był związany w czasie studiów. Kobieta po rozstaniu postanowiła przerwać naukę i wyprowadzić się z Warszawy. Samodzielnie wychowuje ośmioletniego syna Grzegorza, którego ojcem jak się później okazuje jest Adam Żmuda.
Każdy z odcinków opowiadał dwie odrębne historie, w które uwikłani byli medycy, często wspierani przez lokalną policję. Za każdym razem bohaterowie serialu obyczajowego pomagali swoim pacjentom nie tylko w odzyskaniu zdrowia, ale również w rozwiązaniu ich problemów życiowych.

## Obsada
| Aktor                     | Rola                   | Okres występowania |
| ------------------------- | ---------------------- | ------------------ |
| Barbara Kurdej-Szatan     | Maria Biernacka        | 2017–2020          |
| Mateusz Damięcki          | Adam Żmuda             | 2017–2020          |
| Maria Dębska              | Weronika Nowacka       | 2017–2020          |
| Piotr Polk                | Robert Kowalczyk       | 2017–2020          |
| Piotr Fronczewski         | Michał Zych            | 2017–2020          |
| Antoni Pawlicki           | Andrzej Siedlecki      | 2017–2020          |
| Elżbieta Romanowska       | Ewa Grabińska-Szarek   | 2017–2020          |
| Dariusz Toczek            | Sebastian Szarek       | 2017–2020          |
| Borys Wiciński            | Grzegorz Żmuda         | 2017–2020          |
| Anna Lipińska             | Monika                 | 2017–2020          |
| Przemysław Glapiński      | Krzysztof              | 2017–2020          |
| Edyta Olszówka            | Katrin                 | 2017–2020          |
| Grzegorz Ciągardlak       | Mieczysław Spyrka      | 2017–2020          |
| Magdalena Kumorek         | Agnieszka Żmuda-Meyers | 2017–2020          |
| Mariusz Bonaszewski       | Stanisław              | 2018–2020          |
| Popek                     | Dorian Raczyński       | 2018–2020          |
| Filip Bobek               | Piotr Nowacki          | 2018–2020          |
| Wojciech Dąbrowski        | Andrzej Kubicki        | 2018–2020          |
| Jakub Dyniewicz           | Mateusz Meyers         | 2018–2020          |
| Maksymilian Balcerowski   | Kuba Bielak            | 2019–2020          |
| Michalina Sosna-Wilkońska | Julia Siedlecka        | 2019–2020          |
| Elżbieta Jarosik          | Lilianna Szarek        | 2019–2020          |
| Agnieszka Wagner          | Irena Nowakowska       | 2019–2020          |
| Natasza Leśniak           | Barbara                | 2019–2020          |
| Magdalena Stużyńska       | Justyna Kmiecik        | 2019–2020          |
| Arkadiusz Smoleński       | Sebastian Skory        | 2019–2020          |
| Jan Jankowski             | Wiktor                 | 2019–2020          |
| Dorota Landowska          | Anna Żmuda             | 2019–2020          |
| Jakub Głukowski           | Iwański                | 2017–2019          |
| Zbigniew Zamachowski      | Bogdan Gancarz         | 2017–2018          |
| Małgorzata Foremniak      | Olga Krajno            | 2017–2018          |
| Artur Żmijewski           | Edward Wilczyński      | 2018               |
| Monika Dryl               | Danuta Kruk            | 2018               |
| Julia Wieniawa            | Alex                   | 2018               |
| Ilona Janyst              | Sandra Strzelecka      | 2018               |
| Andrzej Zieliński         | Jeremi Gałczyński      | 2018               |
| Kamil Kula                | Beniamin Kozłowski     | 2018–2019          |
| Piotr Nerlewski           | Aleksander Zborowski   | 2019               |
| Aleksandra Domańska       | Helena Drygas          | 2019               |
| Antoni Królikowski        | Karol Horosiewicz      | 2020               |
| Magdalena Lamparska       | Alicja Szumil          | 2020               |
| Beata Ścibakówna          | Elżbieta Horosiewicz   | 2020               |
| Milena Suszyńska          | Ludmiła                | 2020               |
| Paweł Królikowski         | Bogusław Horosiewicz   | 2020               |
| Anna Mucha                | Karolina Bednarska     | 2020               |

## Spis serii
| Seria | Sezon                 | Odcinki    | Premiera serii       | Finał serii       | Pora emisji     | Średnia oglądalność |
| ----- | --------------------- | ---------- | -------------------- | ----------------- | --------------- | ------------------- |
| 1     | jesień 2017           | 1–13 (13)  | 10 września 2017     | 26 listopada 2017 | niedziela 20.00 | 2,33 mln            |
| 2     | wiosna 2018           | 14–26 (13) | 4 marca 2018         | 20 maja 2018      | niedziela 20.00 | 2,2 mln             |
| 3     | jesień 2018           | 27–39 (13) | 2 września 2018      | 18 listopada 2018 | niedziela 20.00 | 1,89 mln            |
| 4     | wiosna 2019           | 40–52 (13) | 24 lutego 2019       | 19 maja 2019      | niedziela 20.00 | 1,83 mln            |
| 5     | jesień 2019–zima 2020 | 53–65 (13) | 20 października 2019 | 19 stycznia 2020  | niedziela 22.05 | 1,21 mln            |
| 6     | wiosna 2020           | 66–75 (10) | 1 marca 2020         | 3 maja 2020       | niedziela 22.05 | 1,10 mln            |

## Nagrody i nominacje
| Rok  | Ceremonia       | Kategoria              | Wynik     | Źródło |
| ---- | --------------- | ---------------------- | --------- | ------ |
| 2019 | Telekamery 2019 | Serial                 | Nominacja | [ 2 ]  |
| 2019 | Telekamery 2019 | Aktorka (Maria Dębska) | Nominacja | [ 2 ]  |
| 2020 | Telekamery 2020 | Serial                 | Nominacja | [ 3 ]  |

## Oprawa graficzna
W czołówce serialu „W rytmie serca” pojawiała się najpierw panorama Kazimierza Dolnego, później sześciu bohaterów: Maria (Barbara Kurdej-Szatan), Adam (Mateusz Damięcki), Weronika (Maria Dębska), Robert (Piotr Polk), Olga (Małgorzata Foremniak) i Michał (Piotr Fronczewski), a na koniec logo serialu „W rytmie serca”. Jako podkładu muzycznego w czołówce użyto utworu „Czy chcesz, czy nie” autorstwa Filipa Lato. Od odcinka 14 wprowadzono także kadr „W poprzednich odcinkach”. Od 33 odcinka zmieniła się czołówka serialu, w którym pojawiała się najpierw panorama Kazimierza Dolnego, a później sześciu bohaterów: Maria (Barbara Kurdej-Szatan), Adam (Mateusz Damięcki), Weronika (Maria Dębska), Robert (Piotr Polk), Piotr (Filip Bobek) i Michał (Piotr Fronczewski), a na koniec logo serialu „W rytmie serca”.